# Дмитриевка (Терновский район)
Дмитриевка — деревня в Терновском районе Воронежской области России.
Входит в состав Есиповского сельского поселения.

## География
С восточной стороны деревни протекает р. Шинокость.

## Население
| 2010 |
| ---- |
| 0    |